# Abzac (Gironde)
Abzac egy kis francia település Gironde megyében, Aquitania régióban. Lakosainak száma 2030 fő (2022. január 1.).

## Földrajz
Az Isle folyó partján fekszik.

## Demográfia
| Lakosok száma | 1474 | 1475 | 1472 | 1704 | 1893 | 1914 | 1937 | 1982 | 1998 | 2030 |
|               | 1968 | 1982 | 1990 | 2006 | 2013 | 2015 | 2017 | 2019 | 2020 | 2022 |

## Látnivalók
- Abzaci vár

## Testvérvárosok
- Cadalso de los Vidrios, Spanyolország, 1994